# Lotsenbrüderschaft Weser

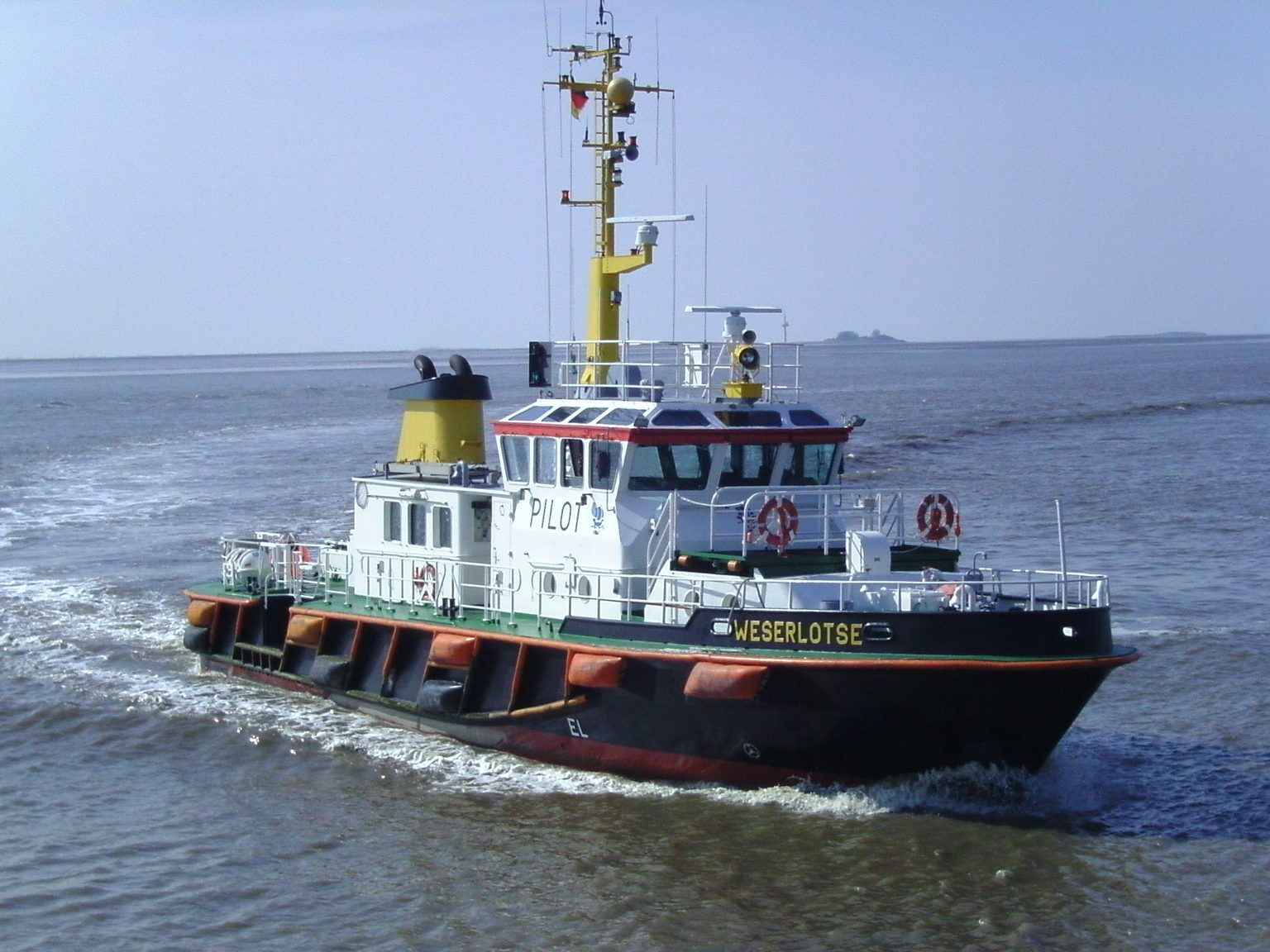
Weserlotse, Versetzboot des Lotsbetriebsvereins in Bremerhaven

Die Weserlotsen übernehmen Lotsaufgaben im Bremer Hafen, auf der Weser, der Jade und dem vorgelagerten Seegebiet, das bedeutet, sie unterstützen die Kapitäne der einkommenden und der ausfahrenden Schiffe bei der Passage dieser Gewässer. Die Geschichte des Lotswesens auf der Weser geht auf die erste Hälfte des 17. Jahrhunderts zurück und war lange Zeit geprägt durch den Gegensatz der drei Anlieger Preußen, Bremen und Oldenburg.
Weserlotsen sind als Freiberufler genossenschaftlich in zwei Lotsenbrüderschaften organisiert. Hierbei handelt es sich um die Lotsenbrüderschaft Weser I und die Lotsenbrüderschaft Weser II/Jade.

## Lotsenbrüderschaften

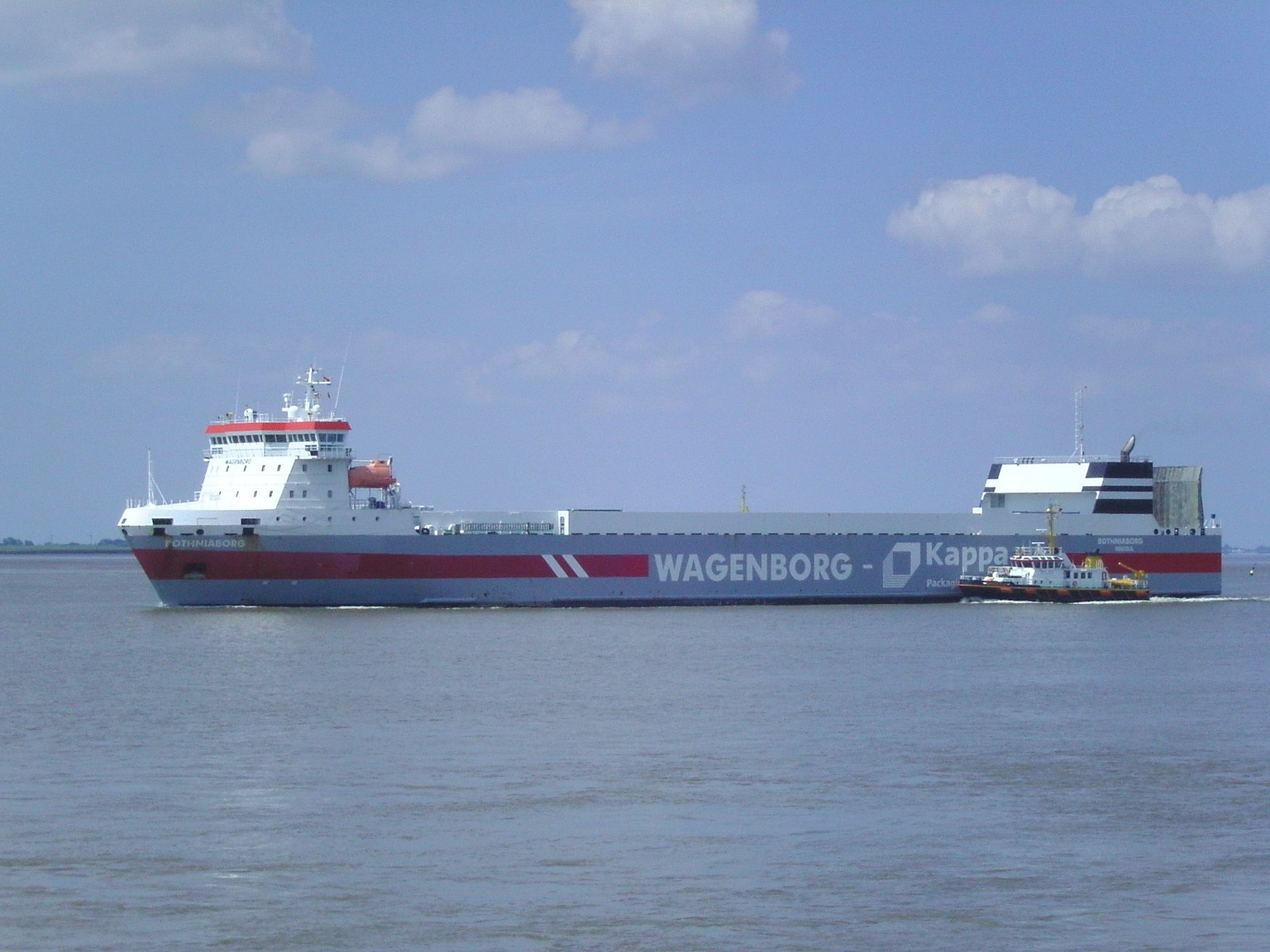
Weserlotse bei einem RoRo-Schiff

Die Brüderschaften der Weserlotsen sind zwei von neun deutschen Lotsenbrüderschaften. Zusammen mit den fünf anderen Seelotsenbrüderschaften sind sie in der Bundeslotsenkammer organisiert, in der die jeweilige Brüderschaft durch ihren Ältermann vertreten wird. Die Hafenlotsen von der Hafenlotsenbrüderschaft Hamburg und der Hafenlotsengesellschaft Bremerhaven sind nicht in der Bundeslotsenkammer vertreten. Jeder Lotse, ob Seelotse oder Hafenlotse, ist aber berechtigt, als Einzelmitglied in den Bundesverband der See- und Hafenlotsen einzutreten. Wer Lotsungen auf der Weser, der Jade und dem vorgelegenen Seegebiet vornehmen will, muss Mitglied einer der beiden Lotsenbrüderschaften sein. Diese erfüllen zudem weitere Aufgaben, die ihnen durch Gesetz übertragen wurden: Regelung der Dienstfolge, Einnahme und Verteilung der Lotsgelder sowie die soziale Absicherung der Mitglieder. Die Lotsenbrüderschaften gewährleisten eigenständig die Überwachung der ordnungsgemäßen Berufsausübung und fördern die Aus- und Fortbildung ihrer Mitglieder.

### Weser I
Die Lotsenbrüderschaft Weser I ist mit knapp 40 Mitgliedern die kleinere der beiden Brüderschaften der Weserlotsen. Sie hat ihren Sitz in Bremen. Seelotsen bezeichnen ihren Lotsbezirk als Revier. Das Revier der Brüderschaft Weser I erstreckt sich 33 Seemeilen entlang der Weser von Bremerhaven bis Bremen und beinhaltet neben dem Bremer Hafen noch die Häfen von Nordenham und Brake. Alle Hafenmanöver werden hier ebenfalls von den Seelotsen der Brüderschaft Weser I durchgeführt. Vor Bremerhaven übergeben sie die Schiffe entweder an die Kollegen von der Hafenlotsengesellschaft Bremerhaven oder an die Weserlotsen der Brüderschaft Weser II/Jade.

### Weser II/Jade
In der Lotsenbrüderschaft Weser II/Jade sind etwa 100 Seelotsen organisiert. Ältermann Jörn Haase wies im Jahr 2015 auf die zu geringe Anzahl an Bewerbern hin. Die Brüderschaft hat ihren Sitz in Bremerhaven und ihr Revier umfasst von hier aus die Unterweser, die Außenweser und die Wesermündung bis zu den in der Nordsee gelegenen Reeden, u. a. vor Wangerooge. Hinzu kommt der Schiffsverkehr auf der Jade. In diesem Gebiet reicht ihre Zuständigkeit von Wangerooge bis Wilhelmshaven. Im Hafen von Wilhelmshaven übernehmen die Weserlotsen der Brüderschaft Weser II/Jade zudem die Hafenmanöver.

## Lotsenhaus

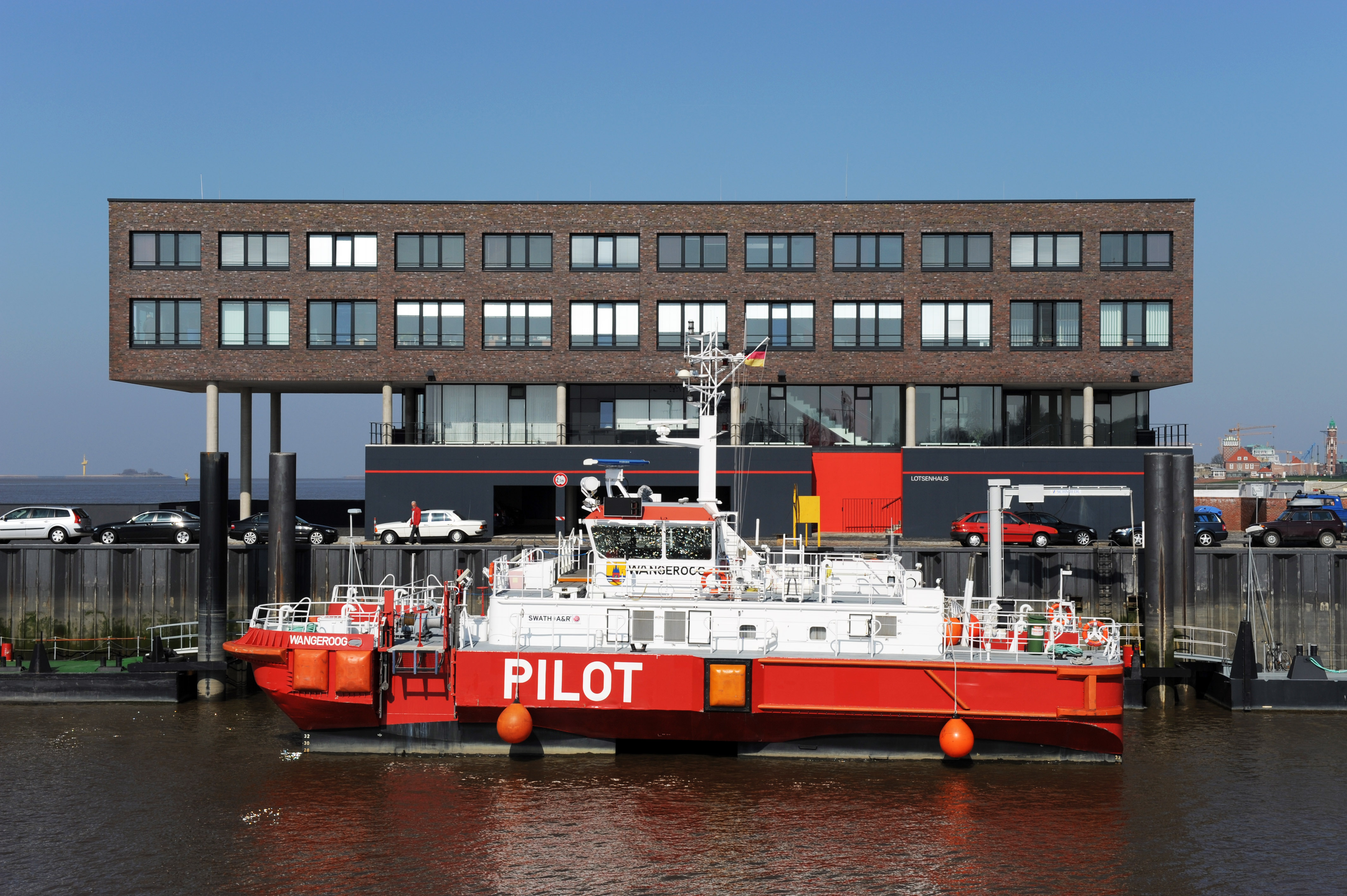
Gemeinsames Lotsenhaus in Bremerhaven

Ursprünglich waren beide Lotsenbrüderschaften in zwei Lotsenhäusern untergebracht. Das Flusslotsenhaus der Lotsenbrüderschaft Weser I war im Jahr 1913 erbaut worden und wurde im Zweiten Weltkrieg durch Luftangriffe beschädigt. Das Gebäude wurde renoviert und im Jahr 1980 von der Bundesrepublik dem Verein der Flusslotsen abgekauft. Der ursprünglich für den Erwerb ausschlaggebende Plan, beide Lotsenbrüderschaften in diesem Gebäude in Bremerhaven gemeinsam zu stationieren, wurde aufgegeben, da die Beschädigungen des Gebäudes einer solchen Weiternutzung entgegenstanden. Stattdessen wurden Planungen zur Errichtung eines neuen, gemeinsamen Lotsenhauses aufgenommen, das im Jahr 2005 in Bau ging. Seit dem Jahr 2007 sind die Lotsenbrüderschaft Weser I und die Lotsenbrüderschaft Weser II/Jade in einem gemeinsamen Lotsenhaus am Geestevorhafen stationiert.